# James Gibbons
James Gibbons (Baltimora, 23 luglio 1834 – Baltimora, 24 marzo 1921) è stato un cardinale e arcivescovo cattolico statunitense.

## Biografia

### Infanzia e istruzione
Quarto di sei figli, James Gibbons era figlio di Thomas Gibbons e Bridget Walsh. I suoi genitori erano originari della contea irlandese di Mayo e si erano stabiliti negli Stati Uniti dopo essere emigrati in Canada. Dopo essersi ammalato di tubercolosi nel 1839, il padre si trasferì con la famiglia nella natia Irlanda, dalla cui aria credeva di trovare giovamento. In Irlanda, Thomas gestì un negozio di alimentari a Ballinrobe, mentre il giovane James frequentava le scuole. Il padre morì nel 1847 e la madre decise di tornare negli Stati Uniti con la famiglia nel 1853, stabilendosi a New Orleans, in Louisiana.

### Sacerdozio
Gibbons decise di ricevere gli ordini dopo un'omelia di Clarence Walworth, cofondatore dei Paolisti. Nel 1855, entrò nel St. Charles College di Ellicott City. Terminati gli studi a St. Charles, si iscrisse al seminario di Santa Maria a Baltimora nel 1857. Soffrì di un grave attacco di malaria durante gli studi in seminario, il che provò la sua salute a tal punto che i suoi superiori quasi lo ritennero inadatto al sacerdozio.
Il 30 giugno 1861 Gibbons fu ordinato presbitero dall'arcivescovo di Baltimora Francis Patrick Kenrick.
Prestò servizio come curato presso la chiesa di San Patrizio nel quartiere di Fells Point per sei settimane, prima di diventare il primo parroco della chiesa di Santa Brigida nel quartiere di Canton. Oltre al suo incarico a Santa Brigida, svolgeva il suo ministero nella chiesa di San Lorenzo nel quartiere di Locust Point ed era cappellano di Fort McHenry durante la Guerra civile, in cui sostenne gli Unionisti, nonostante fosse nato e cresciuto negli stati del Sud.
Nel 1865 Gibbons divenne segretario privato dell'arcivescovo Martin John Spalding. Ebbe un ruolo nella preparazione del Secondo Concilio plenario di Baltimora che si svolse nell'ottobre del 1866. Su proposta di Spalding, i padri sinodali raccomandarono l'istituzione di un vicariato apostolico nella Carolina del Nord e la nomina di Gibbons a vicario.

### Episcopato

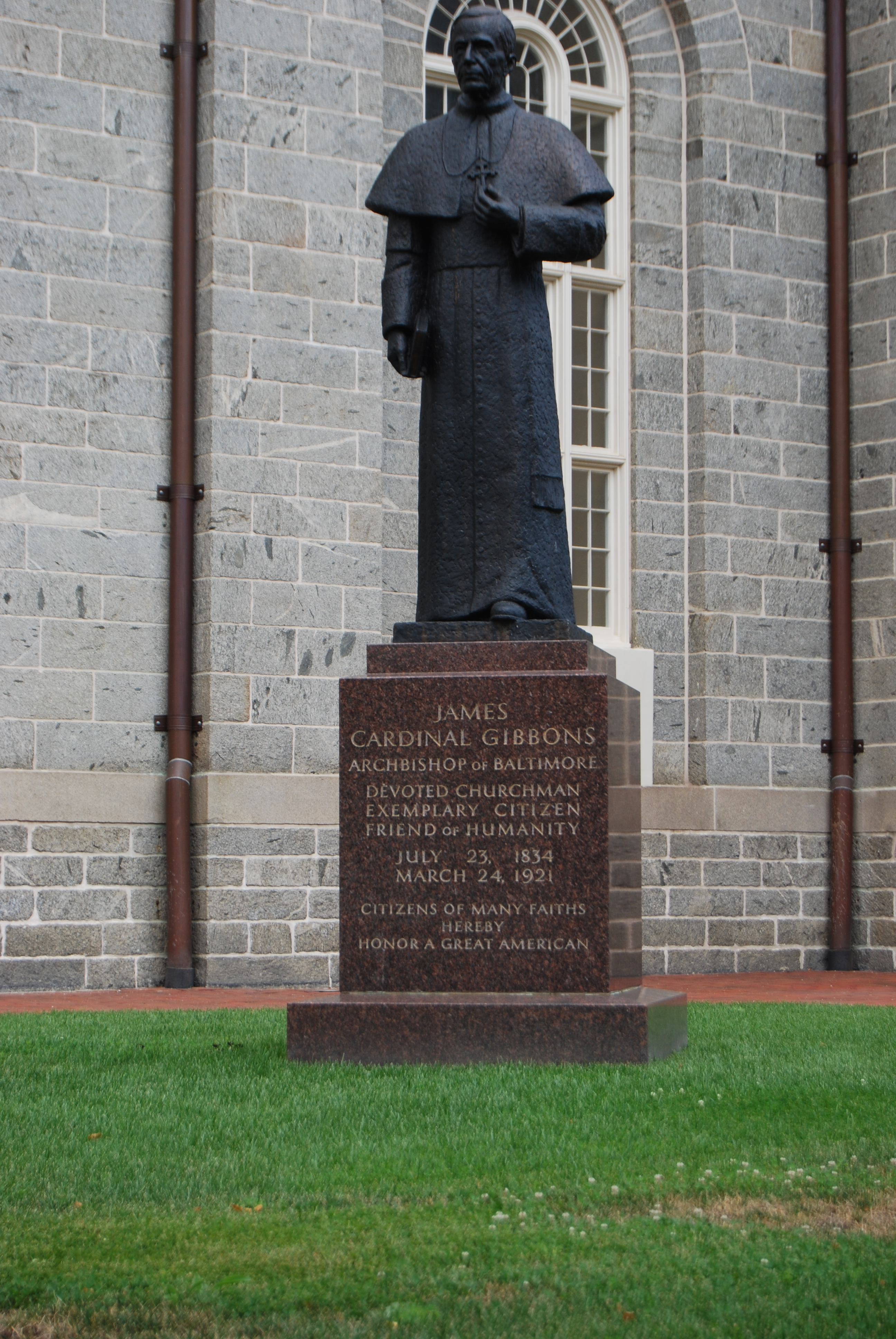
Statua del cardinal Gibbons all'ingresso della basilica dell'Assunzione di Maria Vergine a Baltimora.

Il 3 marzo 1868 Gibbons fu nominato vicario apostolico della Carolina del Nord e vescovo titolare di Adramittio da papa Pio IX. Ricevette la consacrazione episcopale il 15 agosto dello stesso anno per le mani dell'arcivescovo Spalding, co-consacranti i vescovi Patrick Neeson Lynch e Michael Domenec, C.M.. All'età di 34 anni, era uno dei vescovi cattolici più giovani al mondo ed era chiamato the boy bishop (il vescovo ragazzino).
Il suo vicariato apostolico, che comprendeva l'intero Stato della Carolina del Nord, aveva meno di settecento cattolici. Nelle prime quattro settimane del suo mandato, Gibbons percorse quasi mille miglia, visitando cittadine e stazioni di missione e amministrando i sacramenti. Avvicinò anche molti protestanti, il cui numero era molto maggiore dei cattolici, e predicò nelle loro chiese. Gibbons suscitò molte conversioni, ma ritenendo inadeguate alle esigenze le opere apologetiche disponibili, decise di scriverne una da sé: Faith of our Fathers ("La fede dei nostri padri") diverrà l'opera apologetica di maggior successo mai scritta da un cattolico statunitense.
Gibbons divenne una figura popolare, che attraeva folle alle sue prediche. Conobbe ogni presidente da Andrew Johnson a Warren Gamaliel Harding e fu consigliere di molti di loro.
Dal 1869 al 1870 Gibbons partecipò al Concilio Vaticano I a Roma. A 35 anni e 4 mesi all'apertura del Concilio era il più giovane vescovo americano presente e il secondo più giovane in assoluto. Gibbons votò a favore del dogma dell'infallibilità papale.
Nel gennaio del 1872 assunse l'incarico di amministratore apostolico della diocesi di Richmond, mantenendo il suo vicariato apostolico.
Gibbons fu in seguito nominato vescovo di Richmond il 30 luglio 1872. Fece il suo ingresso nella diocesi il 20 ottobre e vi restò fino al maggio del 1877, quando fu nominato arcivescovo coadiutore di Baltimora. Nell'ottobre dello stesso anno l'arcivescovo James Roosevelt Bayley morì e James Gibbons divenne il nuovo arcivescovo.
Nel 1883 tenne a Baltimora il terzo concilio plenario, in cui si premurò di smorzare i toni. Inizialmente era contrario alla celebrazione di un concilio, per il timore che il «trionfalismo» cattolico potesse attirare sfiducia e critiche dal resto della società americana. Come delegato apostolico nominato da papa Leone XIII poté però controllare l'andamento del concilio e fece in modo che i decreti fossero in armonia con le istituzioni civili, secondo il desiderio dello stesso Leone XIII, che si diceva rallegrato dal progresso spirituale della Chiesa negli Stati Uniti. Inoltre il concilio prese provvedimenti sulla formazione dei sacerdoti e sulla disciplina ecclesiastica.
Gibbons sostenne l'istituzione dell'Università Cattolica d'America e ne divenne il primo cancelliere nel 1887.

### Cardinalato
Papa Leone XIII lo elevò al rango di cardinale della Chiesa cattolica nel concistoro del 7 giugno 1886 e fu il secondo statunitense ad assurgere a questo onore. Il 17 marzo 1887 ricevette il titolo di Santa Maria in Trastevere. Partecipò al conclave del 1903 che elesse papa Pio X, mentre in occasione del conclave del 1914 arrivò dopo l'elezione di papa Benedetto XV.

## Il conciliatorismo e la politica
Gibbons ripeteva: «Perché l'America accetti il Cattolicesimo, la Chiesa deve accettare l'America». Era questa una posizione che da un lato chiedeva alla Chiesa maggiore apertura verso l'evoluzione sociale e politica degli Stati Uniti, dall'altro indicava gli Stati Uniti come avanguardia di quest'evoluzione.
Uno spirito di conciliazione tra due mentalità che altri consideravano contrapposte può rintracciarsi anche in una lettera pastorale del 1884: «Un cattolico si sente a casa negli Stati Uniti, per l'influenza che la Chiesa ha sempre esercitato in favore dei diritti individuali e delle libertà del popolo. Un americano coscienzioso non può sentirsi a suo agio da nessuna parte più che nella Chiesa cattolica, perché da nessun'altra parte può respirare liberamente l'atmosfera della divina verità, che sola può renderlo libero».
Dal punto di vista politico riteneva che la democrazia rappresentasse il futuro dei popoli, mentre considerava le monarchie degli anacronismi in declino. La frase «Non potrebbe essere compito della Chiesa quello di sostenere qualsiasi forma di governo e tanto meno una forma morente» riassume anche la sua posizione a favore della separazione tra Stato e Chiesa, che ribadì nell'omelia che pronunciò a Roma in occasione della presa di possesso del suo titolo cardinalizio: elogiò il sistema americano per dimostrare che «è più saggio separare la Chiesa dalla politica a meno che non sia a rischio la moralità e questo metodo è il più vantaggioso per la Chiesa in ogni nazione». Anche se da un lato la preoccupazione di Gibbons era quella di sottrarre la Chiesa alle pressioni del potere politico, un discorso simile pronunciato a Roma diciassette anni dopo la breccia di Porta Pia suscitò scandalo e solo la benevolenza dimostratagli da papa Leone XIII lo fece passare per «una stramberia americana».

## La dottrina sociale e la pastorale del lavoro
Gibbons si impegnò per la protezione dei lavoratori, un argomento di particolare rilievo in un'epoca in cui molti lavoratori cattolici erano sfruttati durante l'espansione industriale della costa atlantica degli Stati Uniti. Disse a questo proposito: «È diritto delle classi lavoratrici di proteggersi e dovere di tutto il popolo trovare un rimedio contro l'avarizia, l'oppressione e la corruzione». Gibbons ebbe notevole influenza nella concessione del permesso del Papa ai cattolici di poter aderire ai sindacati.
Gibbons difese con successo i Knights of Labor ("Cavalieri del Lavoro"). Questo sindacato era stato condannato dall'episcopato canadese con l'approvazione della Santa Sede, con l'accusa di essere una società segreta che si opponeva alla religione. Dopo aver ricevuto il leader del sindacato che portava il curioso titolo di Master Worker of the Knights ("Mastro Lavoratore dei Cavalieri"), che era un cattolico praticante che gli assicurò di non essere un massone, Gibbons portò avanti le sue indagini sul sindacato e ne concluse che la condanna era stata immotivata e inoltre nuoceva alla causa della Chiesa, che era esposta all'accusa di favorire il padronato contro i lavoratori salariati. Con l'appoggio del cardinale Henry Edward Manning ottenne dal Sant'Uffizio la revisione della condanna e il suo annullamento. Si guadagnò così la reputazione di amico dei lavoratori, sebbene deplorasse la coscienza di classe e condannasse forme violente di protesta.
Ebbe anche un ruolo importante nella stesura dell'enciclica Rerum Novarum, dove, sempre con l'appoggio del cardinal Manning, riuscì a far modificare il testo originario che ammetteva le società miste di padroni e operai, estendendo la legittimità anche alle società di soli operai. Questa modifica segnò il beneplacito della Chiesa cattolica verso il sindacalismo moderno.

## Opere
Parte della popolarità di Gibbons derivò dai suoi scritti. The Faith of Our Fathers ("La fede dei nostri padri", 1876) rimane la più popolare. Ebbero larga diffusione anche Our Christian Heritage ("Le nostre radici cristiane", 1889), The Ambassador of Christ ("L'ambasciatore di Cristo", 1896), Discourses and Sermons ("Discorsi e sermoni", 1908) e A Retrospect of Fifty Years ("Una retrospettiva di cinquant'anni", 1916). Contribuì a numerosi saggi e a riviste di larga diffusione come il North American Review e il Putnams' Monthly. Il suo stile era semplice ma avvincente. I protestanti statunitensi spesso richiesero a Gibbons un'esposizione della posizione cattolica su temi controversi.

## Onorificenze
Il presidente William Taft onorò Gibbons per i suoi contributi al cinquantesimo anniversario della sua ordinazione sacerdotale nel 1911. Nel 1917 il presidente Theodore Roosevelt salutò Gibbons come il più venerato, rispettato e utile cittadino americano.
Negli ultimi anni di vita era considerato come l'immagine vivente della Chiesa cattolica negli Stati Uniti d'America e alla sua morte fu molto compianto. Era famoso per il sostegno dato al movimento operaio negli Stati Uniti e per le molte scuole che erano state intitolate a suo nome. Mencken, che riservò le sue più aspre critiche per i ministri cristiani, scrisse nel 1921 dopo la morte di Gibbons: «Più presidenti ricercarono il consiglio del cardinal Gibbons: era un uomo della più alta sagacia, un politico nel miglior senso della parola e non c'è traccia che abbia mai guidato la Chiesa in un pantano o in un vicolo cieco. Spesso Roma fu contro di lui, ma alla fine ebbe sempre la meglio ed ebbe sempre ragione».

## Genealogia episcopale e successione apostolica
La genealogia episcopale è:
- Cardinale Scipione Rebiba
- Cardinale Giulio Antonio Santori
- Cardinale Girolamo Bernerio, O.P.
- Arcivescovo Galeazzo Sanvitale
- Cardinale Ludovico Ludovisi
- Cardinale Luigi Caetani
- Cardinale Ulderico Carpegna
- Cardinale Paluzzo Paluzzi Altieri degli Albertoni
- Cardinale Gaspare Carpegna
- Cardinale Fabrizio Paolucci
- Cardinale Francesco Barberini
- Cardinale Annibale Albani
- Cardinale Federico Marcello Lante Montefeltro della Rovere
- Vescovo Charles Walmesley, O.S.B.
- Arcivescovo John Carroll, S.I.
- Vescovo Benedict Joseph Flaget, P.S.S.
- Arcivescovo Martin John Spalding
- Cardinale James Gibbons

La successione apostolica è:
- Arcivescovo John Joseph Keane (1878)
- Arcivescovo Francis August Anthony Joseph Janssens (1881)
- Vescovo Henry Pinckney Northrop (1882)
- Vescovo Alphonse Joseph Glorieux (1885)
- Vescovo Jeremiah O'Sullivan (1885)
- Vescovo Alfred Allen Paul Curtis (1886)
- Vescovo Leo Michael Haid, O.S.B. (1888)
- Vescovo John Samuel Foley (1888)
- Vescovo Augustine Van de Vyver (1889)
- Arcivescovo Placide Louis Chapelle (1891)
- Vescovo Patrick James Donahue (1894)
- Vescovo John James Joseph Monaghan (1897)
- Vescovo Edward Patrick Allen (1897)
- Vescovo Benjamin Joseph Keiley (1900)
- Vescovo Henry Regis Granjon (1900)
- Vescovo Thomas James Conaty (1901)
- Vescovo William John Kenny (1902)
- Vescovo Denis Joseph O'Connell (1908)
- Vescovo Owen Patrick Bernard Corrigan (1909)
- Vescovo Edward Denis Kelly (1911)
- Vescovo Thomas Joseph Shahan (1914)
- Vescovo William Thomas B. Russell (1917)
- Vescovo William Turner (1919)